# 粵語方言
粵語之下可以划分出多种方言。现行中国社科院出版的方言地图集將兩廣（B13：廣東省、B14：廣西壯族自治區）粵語分成下列各方言片：

## 分支系譜
|  | 香港粵語 |
|  |          |
|  | 澳門粵語 |
|  |          |
|  | 大馬粵語 |
|  |          |
|  | 廣州口音 |
|  |          |
|  | 佛山口音 |
|  |          |
|  | 順德口音 |
|  |          |
|  | 中山口音 |
|  |          |
|  | 梧州口音 |
|  |          |
|  | 九江口音 |
|  |          |
|  | 云浮口音 |
|  |          |
|  | 江門口音 |
|  |          |

|  | 東莞口音 |
|  |          |
|  | 深圳口音 |
|  |          |
|  | 新界口音 |
|  |          |

|  | 台山口音 |
|  |          |
|  | 恩平口音 |
|  |          |
|  | 開平口音 |
|  |          |
|  | 新會口音 |
|  |          |
|  | 鶴山口音 |
|  |          |
|  | 電白口音 |
|  |          |

|  | 羅定口音 |
|  |          |
|  | 肇慶口音 |
|  |          |
|  | 懷集口音 |
|  |          |
|  | 廣寧口音 |
|  |          |
|  | 四會口音 |
|  |          |

|  | 玉林口音 |
|  |          |
|  | 藤縣口音 |
|  |          |
|  | 貴港口音 |
|  |          |
|  | 封開口音 |
|  |          |
|  | 蒙山口音 |
|  |          |

|  | 南寧口音 |
|  |          |
|  | 邕寧口音 |
|  |          |
|  | 桂平口音 |
|  |          |
|  | 百色口音 |
|  |          |

|  | 欽州口音 |
|  |          |
|  | 北海口音 |
|  |          |
|  | 廉州口音 |
|  |          |
|  | 靈山口音 |
|  |          |
|  | 防城口音 |
|  |          |
|  | 河口口音 |
|  |          |
|  | 芒街口音 |
|  |          |

|  | 吳川口音 |
|  |          |
|  | 化州口音 |
|  |          |

|  | 高州口音 |
|  |          |
|  | 陽江口音 |
|  |          |
|  | 信宜口音 |
|  |          |
|  | 湛江口音 |
|  |          |

|  | 香港粵語 |
|  |          |
|  | 澳門粵語 |
|  |          |
|  | 大馬粵語 |
|  |          |
|  | 廣州口音 |
|  |          |
|  | 佛山口音 |
|  |          |
|  | 順德口音 |
|  |          |
|  | 中山口音 |
|  |          |
|  | 梧州口音 |
|  |          |
|  | 九江口音 |
|  |          |
|  | 云浮口音 |
|  |          |
|  | 江門口音 |
|  |          |

|  | 東莞口音 |
|  |          |
|  | 深圳口音 |
|  |          |
|  | 新界口音 |
|  |          |

|  | 台山口音 |
|  |          |
|  | 恩平口音 |
|  |          |
|  | 開平口音 |
|  |          |
|  | 新會口音 |
|  |          |
|  | 鶴山口音 |
|  |          |
|  | 電白口音 |
|  |          |

|  | 羅定口音 |
|  |          |
|  | 肇慶口音 |
|  |          |
|  | 懷集口音 |
|  |          |
|  | 廣寧口音 |
|  |          |
|  | 四會口音 |
|  |          |

|  | 玉林口音 |
|  |          |
|  | 藤縣口音 |
|  |          |
|  | 貴港口音 |
|  |          |
|  | 封開口音 |
|  |          |
|  | 蒙山口音 |
|  |          |

|  | 南寧口音 |
|  |          |
|  | 邕寧口音 |
|  |          |
|  | 桂平口音 |
|  |          |
|  | 百色口音 |
|  |          |

|  | 欽州口音 |
|  |          |
|  | 北海口音 |
|  |          |
|  | 廉州口音 |
|  |          |
|  | 靈山口音 |
|  |          |
|  | 防城口音 |
|  |          |
|  | 河口口音 |
|  |          |
|  | 芒街口音 |
|  |          |

|  | 吳川口音 |
|  |          |
|  | 化州口音 |
|  |          |

|  | 高州口音 |
|  |          |
|  | 陽江口音 |
|  |          |
|  | 信宜口音 |
|  |          |
|  | 湛江口音 |
|  |          |

|  | 賓陽口音 |
|  |          |
|  | 邕寧口音 |
|  |          |
|  | 橫縣口音 |
|  |          |

|  | 陽朔方言 |
|  |          |
|  | 賀州方言 |
|  |          |
|  | 資源方言 |
|  |          |
|  | 全州方言 |
|  |          |
|  | 興安方言 |
|  |          |
|  | 富川方言 |
|  |          |
|  | 永福方言 |
|  |          |

|  | 賓陽口音 |
|  |          |
|  | 邕寧口音 |
|  |          |
|  | 橫縣口音 |
|  |          |

|  | 陽朔方言 |
|  |          |
|  | 賀州方言 |
|  |          |
|  | 資源方言 |
|  |          |
|  | 全州方言 |
|  |          |
|  | 興安方言 |
|  |          |
|  | 富川方言 |
|  |          |
|  | 永福方言 |
|  |          |

|  | 儋州方言 |
|  |          |
|  | 邁話     |
|  |          |

|  | 越南白話 |
|  |          |
|  | 山由話   |
|  |          |

|  | 惠州方言 |
|  |          |
|  | 龍門方言 |
|  |          |
|  | 龍川方言 |
|  |          |

|  | 香港粵語 |
|  |          |
|  | 澳門粵語 |
|  |          |
|  | 大馬粵語 |
|  |          |
|  | 廣州口音 |
|  |          |
|  | 佛山口音 |
|  |          |
|  | 順德口音 |
|  |          |
|  | 中山口音 |
|  |          |
|  | 梧州口音 |
|  |          |
|  | 九江口音 |
|  |          |
|  | 云浮口音 |
|  |          |
|  | 江門口音 |
|  |          |

|  | 東莞口音 |
|  |          |
|  | 深圳口音 |
|  |          |
|  | 新界口音 |
|  |          |

|  | 台山口音 |
|  |          |
|  | 恩平口音 |
|  |          |
|  | 開平口音 |
|  |          |
|  | 新會口音 |
|  |          |
|  | 鶴山口音 |
|  |          |
|  | 電白口音 |
|  |          |

|  | 羅定口音 |
|  |          |
|  | 肇慶口音 |
|  |          |
|  | 懷集口音 |
|  |          |
|  | 廣寧口音 |
|  |          |
|  | 四會口音 |
|  |          |

|  | 玉林口音 |
|  |          |
|  | 藤縣口音 |
|  |          |
|  | 貴港口音 |
|  |          |
|  | 封開口音 |
|  |          |
|  | 蒙山口音 |
|  |          |

|  | 南寧口音 |
|  |          |
|  | 邕寧口音 |
|  |          |
|  | 桂平口音 |
|  |          |
|  | 百色口音 |
|  |          |

|  | 欽州口音 |
|  |          |
|  | 北海口音 |
|  |          |
|  | 廉州口音 |
|  |          |
|  | 靈山口音 |
|  |          |
|  | 防城口音 |
|  |          |
|  | 河口口音 |
|  |          |
|  | 芒街口音 |
|  |          |

|  | 吳川口音 |
|  |          |
|  | 化州口音 |
|  |          |

|  | 高州口音 |
|  |          |
|  | 陽江口音 |
|  |          |
|  | 信宜口音 |
|  |          |
|  | 湛江口音 |
|  |          |

|  | 香港粵語 |
|  |          |
|  | 澳門粵語 |
|  |          |
|  | 大馬粵語 |
|  |          |
|  | 廣州口音 |
|  |          |
|  | 佛山口音 |
|  |          |
|  | 順德口音 |
|  |          |
|  | 中山口音 |
|  |          |
|  | 梧州口音 |
|  |          |
|  | 九江口音 |
|  |          |
|  | 云浮口音 |
|  |          |
|  | 江門口音 |
|  |          |

|  | 東莞口音 |
|  |          |
|  | 深圳口音 |
|  |          |
|  | 新界口音 |
|  |          |

|  | 台山口音 |
|  |          |
|  | 恩平口音 |
|  |          |
|  | 開平口音 |
|  |          |
|  | 新會口音 |
|  |          |
|  | 鶴山口音 |
|  |          |
|  | 電白口音 |
|  |          |

|  | 羅定口音 |
|  |          |
|  | 肇慶口音 |
|  |          |
|  | 懷集口音 |
|  |          |
|  | 廣寧口音 |
|  |          |
|  | 四會口音 |
|  |          |

|  | 玉林口音 |
|  |          |
|  | 藤縣口音 |
|  |          |
|  | 貴港口音 |
|  |          |
|  | 封開口音 |
|  |          |
|  | 蒙山口音 |
|  |          |

|  | 南寧口音 |
|  |          |
|  | 邕寧口音 |
|  |          |
|  | 桂平口音 |
|  |          |
|  | 百色口音 |
|  |          |

|  | 欽州口音 |
|  |          |
|  | 北海口音 |
|  |          |
|  | 廉州口音 |
|  |          |
|  | 靈山口音 |
|  |          |
|  | 防城口音 |
|  |          |
|  | 河口口音 |
|  |          |
|  | 芒街口音 |
|  |          |

|  | 吳川口音 |
|  |          |
|  | 化州口音 |
|  |          |

|  | 高州口音 |
|  |          |
|  | 陽江口音 |
|  |          |
|  | 信宜口音 |
|  |          |
|  | 湛江口音 |
|  |          |

|  | 賓陽口音 |
|  |          |
|  | 邕寧口音 |
|  |          |
|  | 橫縣口音 |
|  |          |

|  | 陽朔方言 |
|  |          |
|  | 賀州方言 |
|  |          |
|  | 資源方言 |
|  |          |
|  | 全州方言 |
|  |          |
|  | 興安方言 |
|  |          |
|  | 富川方言 |
|  |          |
|  | 永福方言 |
|  |          |

|  | 賓陽口音 |
|  |          |
|  | 邕寧口音 |
|  |          |
|  | 橫縣口音 |
|  |          |

|  | 陽朔方言 |
|  |          |
|  | 賀州方言 |
|  |          |
|  | 資源方言 |
|  |          |
|  | 全州方言 |
|  |          |
|  | 興安方言 |
|  |          |
|  | 富川方言 |
|  |          |
|  | 永福方言 |
|  |          |

|  | 儋州方言 |
|  |          |
|  | 邁話     |
|  |          |

|  | 越南白話 |
|  |          |
|  | 山由話   |
|  |          |

|  | 惠州方言 |
|  |          |
|  | 龍門方言 |
|  |          |
|  | 龍川方言 |
|  |          |

## 粵海粵語
广府粤语，也稱粵語「廣府片」，即为通常指的广府话。粤语的标准音——广州话即属于广府片。属于广府片的城市有广州、佛山、顺德、中山、高要、云浮、三水、梧州、四會，以及粤北的韶关城区和曲江城区与粤东的惠州龙门县，还有港澳地区。由于粤商在中国-东盟博览会后开始向广西投资，南宁青秀区也有大量广州话使用者。
广府片内部差异不大，彼此一般能较流畅的通话。例如广州话、香港粤语、韶关白话。香港粵語和廣州話之間差異極小，只有部分用詞習慣不同，這跟兩地所處語言環境和社會制度有關。
廣府片特徵：
- 古濁塞平上送去入不送
- 大多爲聲調陰陽四聲、陰入分上下的九聲六調體系。
- 小稱調等單字變調較豐富。
- 其下口音大多有不同程度的裂化（梧州除外）。
- 多不分日以母，新派亦不分疑影、泥來母。

### 廣州方言
廣州方言即狹義「廣州話」，因地處珠江流域中心城市，為廣州、香港等大都市數千萬本地居民的母語，長期引導傳統的粵語戲曲文化和粵語流行文化，影響力強大，被各粵語方言區人們接納為約定俗成的公認標準音。廣州話本身亦在不斷緩慢變化。廣州音的收音範圍比較廣，連佛山、中山、香港的部分口音也一併收錄。
1949年前的廣州話用詞比較古雅，受官話的影響也較少。但在最近的數十年，在中國大陸的「推廣普通話」運動的影響下，近20年來廣州人的北方話水平在大大提高的同時，許多地道的廣州話詞語在日常使用中消失。例如今天的廣州人已經很少像20年前那樣，用「金魚黃」來形容「橙色」；黃犬、塘尾、蠄蟧這些動物是什麼已經少人知曉；甚至在公共交通工具上，廣州話廣播詞也生硬地用粵語來讀出北方話的詞語，例如會使用：「站」而非「企」；電視上也通常說「逛街」，而非「行街」。在受普通話化的同時也產生了一些如「落班」、「落課」等粵語與北方話的混合詞。
由于廣州在数百年前已经是通商口岸，也是曾经辉煌一时的19世纪世界第四贸易之都，因此有不少外国人到广州做生意，使外来词融入广州话中。廣州人在交談中也常常出現外來語，如「巴士」、「的士」、「摩托」，說「掰掰」不说「再見」，这些词汇也在19世纪由广州传播到香港。受到香港电视台粵語的影響，各地许多年輕人也會常混合簡單英文，如「得啦」說成「OK 啦」。

### 香港粵語
香港原使用莞寳粵語及粵語蜑家話，但隨著香港開埠造成的大量外來人口湧入，粵海片廣府粵語成爲香港與澳門的官方、媒体以及社會通用語，部分專有名稱的詞彙則與廣州方言有一定差別，但不影響雙方溝通。澳門的粵語長期受香港粵語影響，因此完全一致，外來語更多使用英文外來語。香港于1997年前仍有相當人數稱之為廣州話、白話；1997年後基本以粵語、廣東話作為香港粵語的民间俗称，但是香港学术界採用了学术專有用詞，将香港粤语称为“广州话”。 香港政府严肃的公文布告，也称为广州话。 （比如阐述香港的两文三语政策时， 说明三语是“粤语广州话、普通话和英语”）。
英語在香港比較普及，加上從前香港通常比中國大陸較先接觸外來的新事物，過去不諳英語的低下階層會用廣州話拼讀日常的英語詞彙，所以香港粵語的英語外來詞十分普遍。例如：「地盤管工」叫「科文」（foreman）、「電梯」叫「𨋢」（lift）、「煞車」叫「逼力」（brake）、「軸承」叫「啤令」（bearing）、「草莓」叫「士多啤梨」（strawberry）等等。不少老人家仍把「郵票」稱作「士擔」（stamp）、「保險」叫「燕梳」（insurance）等。另外，香港人對男教師及男警察稱作「阿Sir」、女教師稱作「搣時」（Miss）。

#### 中港語文區別
在中港两地慣常用语上，基於粵語和官話的不同，政治環境的差異，也时常存在用词的差别。对于同一事物，往往有不同的说法，例如：
| 普通話         | 廣州話 | 備注                                                                                                  |
| -------------- | ------ | --- |
| 冰箱           |        | 粵語中，「冰箱」一詞普遍是指雪櫃內用來冷藏食物（0°C以下）的一個地方，而在广东地区则称为“急冻”         |
| 上課           |        | 粵語說「上堂」。                                                                                      |
| 課室／課堂     |        | 在官話中，班房則是指監獄。另外有些時候「班房」和「課室」有不同意思，前者為homeroom，後者為classroom。 |
| 素質／質量     | ／品質 | 在中國内地，「素質」常用於表示個人的文明程度、「質量」用來形容物品或服務。                            |
| 陽台           | ／     | 「陽台」一詞也常有使用。通常在書寫時使用。                                                            |
| 空調           |        | 「空調」是英文词汇，从英文「」翻译过来的。空調供應冷氣、暖氣或除濕。                                  |
| 摩托車         |        | 「摩托車」一词是从英文Motorcycle的音译过来的。在中國大陸，电单车往往是指电动自行车。                  |
| 公交車         |        | 「巴士」一詞從英語Bus音譯過來。                                                                       |
| 出租車         |        | 「的士」一詞從英語Taxi音譯過來。                                                                      |
| 工資           | ／     | 較正式的用法為薪金或薪酬。                                                                            |
| 所有者         |        | 例如物件說物主，房子說業主。                                                                          |
| 夜宵           |        | 本作「消夜」                                                                                          |
| 小汽車／小轎車 |        | 「私家車」從英語中的「Private Car」翻譯過來的。                                                       |
| 黃油           |        | 「牛奶油」的簡稱。                                                                                    |

### 佛山話
聲母  t —> h
```
   佛山話聲母最大特點就是沒有t，廣州話以t為聲母的字，佛山話一律以h代替。「天天見面」講成「牽牽見面」、「通殺」講成「兇殺」。有句頗長的佛山話「音謎」曰：「鹹紅學紅蝦蟹蟹牽牽慶起空航虛氣heng」，答案乃「譚同學同佢太太天天挺起胸膛推氣艇」。更有頑固人士，將此規律應用至其他語言，因此「普通話」變成「普哄話」，「太陽」變成「害陽」。
   除此以外，另有個別字的聲母有變化，不過難以總結。例如「佢」[keoy5]，佛山話大多將其讀成[heoy5]；「瞓」[fan3]讀作[han3]。
```

韻母
1、i[衣] —> yu[於]
```
   相當多人都會開玩笑，將「咩事」講成「咩樹」或「咩樹幹」，查實此讀音來源於佛山話。佛山話之中，韻母i[衣]通常都讀成yu[於]，例如「寶芝林」變「寶豬林」，「廁所」變 [處所]，「絲」變「輸」，故此佛山人稱「絲瓜」做「勝瓜」，皆因「輸輸」聲唔好「輕（聽）」。更有甚者將此規律應用至北方官話甚至英語之上，某化學「老書」上堂用官話講解「原子」、「分子」，讀爲「原祖」、「分組」；某電腦sale士更同個客講：「要format個『輸盤』（C盤）」。
```

2、aau[*教] —> eu（近似讀如英文字母L）
部分字有此類現象，如「搞」讀作[geu2]，「瞓覺」讀作[han3 geu3]，但此規律不能濫用，事關好多字是不需要變音的。
查實，根本是音素aa同e之間的變化，此現象可引申到「八」的發音，由[baat3]變爲[bet3]。以此規律讀「八百八十八」，反爲清晰得多，不會發生「八」、「百」難分的懶音通病。
聲調  陽平聲－>陰平聲高降調
```
   佛山話的聲調規律只得一個，就是沒有陽平聲，但凡廣州話讀陽平聲的字一律轉調為陰平聲的高降調，調值與漢語拼音之去聲（第四聲）相若。例如「人客」讀若「恩客」，「同學」讀若「空學」，「大麻成」讀若「大孖陞」。
```

習慣用語
除讀音以外，還有部份用詞同鮮見於廣州話，略舉數例。
阿——嗰：阿個（嗰個），阿便（嗰便），阿時[si2]（嗰陣時），阿啲（嗰啲）
喺蓋——喺度：哥記喺唔喺蓋？（阿哥喺唔喺度呀？)
去歸——返屋企：去歸喫飯（返屋企食飯）
命——未：「未曾」連讀，即成「命」音，故「命輕過」即「未聽過」。
eu——叫：eu佢返嚟——叫佢返嚟
就間/舊間——頭先/正話：就间重喺盖/喺处。——頭先仲喺度。
嘵[heu1]——咗：嘵功課命？做嘵。（做咗功課未？做咗。）
罢——完：食嘵饭唔曾？就間食罢，食嘵三碗。（食咗飯未？啱啱食完，食咗三碗）
[leon5]（近似「論」）——满—>：[leon5]瀉喇，快啲閂水喉！（满瀉喇），咪裝咁[leon5]（咪裝咁滿）
嫩蚊仔/二蚊仔——细蚊仔
耄記——阿嬸、師奶
揩理（讀音近似粗口，慎用）——碌葛、死得：「揩理！架車爆呔！（弊！架車爆呔！）」「我識換呔㗎，不過你冇士啤呔啫。」「咁就揩理喇。（咁就死得。）」
```
  廣義的佛山話亦包含石灣、張槎、瀾石等口音。相較於佛山舊城區話，石灣話口音更濃，比省城話變化亦更大 。例如「眼」係[en5]，「煙」係 [en1]，三個人稱代詞「我」、「你」、「佢」分別爲[oi5]、[li5]、[kyu5]。有隻用石灣話唱嘅歌仔：
 石灣[wen1]石灣[wen1]好多煙[en1]
 煙[en1]親我[oi5]隻眼[en5]
 醫來[loi1]醫去都醫唔[m1]返[fen1]
 我[oi5]以後都唔[m1]去石灣[wen1]
```

### 順德方言
順德有不少字的發音跟其他地方不同，例如：「凹」不讀[nɐp]而讀[niːp]；「吃飯」不叫「食飯」而叫「喫[jaːk]飯」。单是佛山市地区也有很多不同的方言，如石湾话、九江话、西樵话，主要是一些语音和用语的不同。顺德话（大良音）与广州话声调上的差异主要是粤语第四声的不同，顺德话的第四声调值是32（广州话的是21），较广州话为高。声母与广州话基本一致。韵母上与广州话不同的地方是比较零散：如“事”，顺德话[sü6]，广州话[si6]；“咸”顺德话[hem4]，广州话[ham4]（注：这两个第四声音调实际上也不同）。但近年随着大众传媒的发展，顺德话有向广州话靠拢的趋势，尤其韵母上更是如此，如“事”发成广州话的[si6]，“咸”发成[ham4](声调仍为顺德话的第四声)。

### 香山（石岐）方言
石岐話主要流行於廣東中山市城区（石岐）及附近乡镇，與廣州話相近，但又不盡相同。對一些事物的名稱或一般用語的叫法與廣州話相比有其獨特的一面。中山石岐人完全懂得聽和講廣州話，但廣州人或香港人不完全聽得懂石岐話。如廣州話「瞓覺」（睡覺之意），「瞓覺」一說石岐話也用，不過一般稱作「寐覺」（寐此处音「眯」[mī]）。石岐话形容一个人懒惰有习语「吃寐屙坐」。廣州話「頭先」（剛剛之意），石岐話也用，不過多稱作「近」（音「紧思」[gɒn si])、「啱先」。另外石岐話在口音方面與廣州話也有些不同，例如合口字沒有輕唇音；廣州話以聲母為f的曉母字或匣母字在石岐話以h為聲母，如風扇，石岐話讀hung-sin；克服，石岐話讀作kaak-huk
通行乡镇：石岐区，东区，西区（不含沙朗），南区，火炬区，南朗镇等
在1970年代末以后，因为香港電視而导致石岐话不断向广州话靠拢，许多旧有的发音与词汇用法都逐渐减少以至消亡。例如上述的合口字發音，後生開始將合口曉母字按廣州話讀為輕唇音，又如上述之「寐觉」使用频率越来越低，逐渐被「瞓覺」所取代。「下间」（厨房,顺德龙江甘竹滩也有下间的说法）、「银钱」（元的俗称，「两个银钱」即是两元）这些老式石岐话新一代中山人已经很少使用。

### 梧州方言点
梧州市区粵語屬廣府片，與廣州話很接近。主要分佈在梧州市區，平南縣大安、丹竹、武林，賀州市区及附近。內部差異很小。以梧州話作代表，語音系統聲母21個，韻母46個。除上述说明的县市城区之外，上述提及的县市农村地带所用的粤语为勾漏粤语，详见下述。

## 莞宝粵語
莞宝方言分布在东莞，深圳（宝安）和香港新界一带，和粵海方言之间通话有一定的困难。
莞寶粵語主要特點：
- 韻尾混同，不分m n ng/p t k尾。
- 蟹四讀圓脣音：雞goi。
- 圓脣h- 繼續變成 f-：開fui。

### 東莞方言
东莞方言分佈在廣東省東莞市，以莞城话为代表。莞城话与广州话在口音上有一定的差别。
一般情況下，部分莞城話與廣州話相似，例如：屋企（廣州）→屋企（東莞）。不相似的例如：依家（廣州）→家下（東莞）、死咗（廣州）→死號（東莞）。

### 宝安方言
宝安方言分為围头话、南頭話等幾種。
其中，圍頭話因為其普遍分佈於香港新界區內的圍村裡而得名。深圳宝安区福永、松岗、沙井，龙岗区平湖，南山区南头部分地区，香港新界的锦田都使用圍頭話。还有深圳市区内有几十条自然村也是说围头话，例如水围、上沙、下沙、沙尾、沙嘴、石厦、梅林、皇岗、新洲、福田、岗厦、上步、赤尾，等等。這些圍頭話跟香港新界锦田的围头话完全一致。
南頭話主要分布在南山區的南頭地區，使用人口約5000人。

## 勾漏粵語
傳統上勾漏粵語是廣東西部至廣西桂东南一带、珠江中下游地區的粵語的總稱。分佈範圍涵蓋舊梧州地區（不含梧州城區）的蒼梧、岑溪、昭平、蒙山、賀縣（今賀州）、鍾山、懷集，舊鬱林地區的北流、容縣、博白、貴縣（今貴港）、桂平、平南，肇慶地區的四會、廣寧、德慶、羅定、鬱南、封開、信宜、陽山、連縣、連山等（语言学家李新魁則將廣東地區的勾漏粵語單列作羅廣粵語。）
。是粤语下較古老的方言之一，保留有「混合入声」。这些地区的居民的语言认同感也很复杂， 有认同自己的母语为粤语的，也有认同为“土白话”的， 也有认为自己的母语仅仅是“本地话”的。勾漏粤语属于粤语仅仅是基于语言学上的因素而已，其民系、民俗和居民认同感方面的证据并不强烈。
勾漏粤语特點有：
1. 精組聲母讀塞音及邊擦音（或齒間音）；
2. 聲調數目一般有9-10個。
3. 东北部部分方言（如连山布田、阳山）古全濁聲母调值低，今可讀不送氣清音或浊音，古不送氣清音今多讀濁內爆音；[4]西部部分方言（如玉林话）具有濁內爆音但中古全清、全浊与今濁內爆音、不送氣清音分配无明显规律。

詞彙也很有特點。與廣州話差別較大，操語雙方對話溝通交流比较困難。勾漏粵語的代表有鬱林話、藤縣話、蒙山話等。勾漏粤语（如果加上以前不獨立分出的羅廣粵語）单单以母语人口和覆盖地域来看，乃是两广粤语方言中分布地域最大和人口最多的。 但是由于勾漏粤语（及羅廣粵語）的使用居民多为农村或者中小城镇，因此其流通度不高。 大部分勾漏粤语的使用者倾向于使用附近县城的口音交谈，而附近县城口音多为邕浔片或者广府片粤语。
勾漏贵港话俗称贵县话，也称土白话，因同语言使用者语音亦有区别，民间也将其本身分为“村里话”和“街里话”，一般说“贵港话”指“街里话”，范围在贵港市城区和环绕的周边农村，使用人数约40万人。
鬱林话与贵港话同属粤语勾漏片，少数音调规律性差异明显，两者通用的话鬱林话较难听辨，使用鬱林话的人较易听辨贵港话。
在北流话中，有上里话和下里话之分。上里话属于高阳粤语。而北流下里话属于勾漏粤语。
地佬话分布于广西博白县、陆川县、浦北县，属于粤语的一种。1960年8月编辑的《广西汉语方言概要》，将博白地老话划属于粵語——桂南系次方言；2004年编纂出版的《广西大百科全科·文化篇》将博白地佬话列属为粤语邕浔片；不过目前更多的观点是将其归入粤语勾漏片。

## 羅廣粵語
羅廣粵語分佈於羅定、封開、德慶、肇庆、鬱南、廣寧、懷集、陽山、連州、連山等縣市。传统上被学界视为广东境内的勾漏粤语，大多資料不予區分，李新魁則將其單列爲羅廣粵語
。

#### 與勾漏粵語的區別
將兩者區分開來的一個依據是精組字讀法。如 清 字，讀[t'eng]為勾漏粵語，讀[ts'eng]為羅廣粵語。此外，勾漏粵語有邊擦音或齒間音，羅廣粵語則基本無。

## 四邑粵語
四邑方言是指新會、恩平、開平、台山等地的方言，當中以台山話為代表。珠海有一半人講四邑方言(特別是斗門一帶)，而其他地區則使用香山片粵語，但兩者現時已慢慢融合，是四邑方言中最接近廣州方言的一種。
四邑方言是粤语系统中跟廣州方言差异最大的方言之一，仅次于勾漏粤语。
由于语音差距很大，一般操粤海片粤语的人群只能听懂約三、四成的四邑粵語對話。

## 高陽粵語
高陽方言主要分佈於陽江、高州、雷州半島北部一帶，比如阳江大部分，和湛江城区（湛江除城区外其余乡村方言属于闽南语雷州片方言，并非粤语）。
长岐話古全清今讀内爆濁音，古全濁今讀不送氣清音，全清、次清、全濁在幫、端組（重唇音、舌頭音）三分。

## 邕潯粵語
邕潯片粵語在廣西，“邕”、“浔”两词分别为“南宁”和“桂平」的简称。但是邕潯片粤语的分布几乎成孤岛状的存在于西江流域的县城，而广大乡村地区则多为勾漏粤语，或者少数民族语言所占据。邕潯片粵語使用者可以直接與广州和香港粤语使用者沟通，差异近在习惯用词跟小部分发音上，大体90%相同。
廣西西部的百色、龍州、凭祥、崇左、扶绥粵語亦屬邕潯片。但是以上各城市除城区外，其郊区和乡村语言多为少数民族语言。而桂平除县城外，其他农村则多操勾漏粤语。
邕浔粤语主要流行于邕州、浔州（桂平市古称）两岸交通便利的城镇，如南宁市及横县、崇左市、宁明县、凭祥市、桂平市、平南县等城区以及柳州市部分地区。以南宁市为代表。但是由于自八十年代后大量外来人口的涌入，加上南宁市政府的语言文化政策是削弱地方方言改而推广普通话，南宁市区内南宁白话的使用人口大幅度下降，南宁话使用人口锐减到不足三成。邕浔粤语的代表性口音实际上已迁移到古称“浔州”的桂平市。

## 钦廉粵語
欽廉粵語主要分佈欽州市、合浦縣（舊稱廉州）、浦北縣、防城港市、靈山縣及北海市等地，代表音有廉州話、欽州白話等。欽廉粵語与广府片、勾漏片、邕浔片、桂南平话有聯繫也有區別。一般認為欽廉粵語的特徵和吳川一致，是全濁送氣。需注意的是，欽州話、防城港市境內大部分地區和北海市區的粵語的声母送气规则与广府音相同，即平送仄不送。

## 吳化粵語
吳化粵語（Wu-Hua Yue, Ngfa）即粵語吳化片。主要分佈在粤西的吳川、化州等地區。

### 吳川話
吳川話，又稱吳川骨，分佈於廣東省吳川市（縣級市）、湛江市。

### 化州話
化州話分佈於廣東省化州市，为粤西粤语的主要代表之一。

## 蜑家話
蜑家的定义在学术界有争议，一说是沿海地区渔民的自称，一说是「水上廣東人」的自稱。疍家話又名水上广东話，普遍通行於兩廣的水上人家；而浙江、福建沿海也有少数渔民自称“蜑家”，不过所操之语言跟两广疍民差别甚大。疍家话跟广州话可以互通，唯疍家音明显。
疍家话的音系通常较简单，以香港疍家话為例，無聲母 n、ng ，無介音 u ，無閉口韻 -m -p ，“郎”“兩”同音等。香港一詞的英語譯名 Hong Kong，便是取自疍家音（“沆（阴平）港”）。而腳疍家音為“角”，因此香港腳一詞的疍家音便為广府话“康港角”。即三等（官话细音，粤语前元音）与一（官话洪音，粤语后元音）、二等（官话细音，粤语后元音）合并。

## 儋州話
儋州話分佈在海南省儋州市的大部分地区，以及昌江县、东方市等縣市的部分地區。
儋州話由古粵語演變而成，但與广州话差別很大。儋州話可分北岸音、水南音、晝家音、山上音、海頭音、五湖音之各區方言。

## 一些消退的、稀有粵語方言
粵語在南粵地區，隨著城市化的擴展，一些稀有的粵語方言語種陸續消失。以五邑地區四邑方言（舊時稱四邑，現加鶴山為五邑）為例，江門、新會、鶴山、台山等地，應該屬於粵語稀少方言最多的範圍，曾經有一村一方言的奇景。這在整個南粵地區來說屬於罕見，據一些不確定的考究，和歷史上的村落聚居文化有著關聯。
以老江門為例（江門的粵語方言統稱為四邑方言，北街話、水南話、曾經是屬於江門市區地區內相對廣泛的小方言語種，北街話口音偏近廣州話，但與廣州話有明顯差異，北街話明顯聲調更偏高，昃重輕聲，帶清晰尾音，隨著十幾年的城市開發，目前北街話基本只剩下在老一代人口中傳遞著，甚至亦可以作為一個消退的語種。水南話，口音比江門話原音更濃重，但亦隨著水南村落的大面積城市化徹底消退在江門城中。白沙話亦是江門話中消退更早的語種（據不完全考證在1980年代初期已經消退。）目前江門市區內保存有的鄉村型方言基本只剩下「外海」、「潮連」、「滘頭話」、「禮樂話」、「里村話」等幾個人口尚算眾多的小語種，因為其村落雖然被城市化包圍，但因為村落體系、地貌、人口等保持完整，語種依舊得以長存保留。以上描述幾種語言，曾經只存在于一個約方圓十公里左右的江門市区周边地域之內，但口音有很大差異性。
新會更是一個相對多語種的地區，全新會地區可分為七大方言區，曾經「荷塘」「棠下」「大澤」「古井」「司前」「雙水」等下屬鄉鎮均有各自最獨特發音的方言（海外華人除了臺山話外，對此幾種方言亦應該是毫不陌生，「雙水話」在海外的影響力範圍依舊存在），而新會本身的市區內至今亦保留「新會話」方言。而且在整個新會地區，還有存在一些小村落方言，但隨著村落消退而失散。
這種以村、鄉為基礎的小範圍方言是粵語分支的一個特色，但為何會在一個範圍不大的地區內產生大量分支，暫時未能考證，不過可以肯定，城市化確實令一些粵語方言消退。

## 有争议的方言片

### 東江本地話
東江本地話是東江流域中上游地區的一個土語群，主要分布於惠州和河源。東江本地話同時具有粵語和客家話的特點，分類歸屬上存在爭議。學界對東江本地話的專門研究很少，傳統上籠統地將東江本地話並入客家話粵中片，也有學者將東江本地話劃為粵語惠河片。近年來劉叔新等對東江本地話作了系統的研究，認為這個土語群比客家話古老，是客家遷入粵中和粵東之前的本地語言，與粵語有較為密切的親緣關係；後為大規模遷入並成為粵中、粵東主流語言的客家話包圍，不斷同化，形成今天既接近客家話又不同程度保留粵語典型特點的土語群，並因此而將東江本地話劃屬粵語。一些主流客家話使用者稱東江本地話為「蛇話」（或「畬話」），略帶貶義意味。典型的東江本地話代表有惠州本地話（惠城話）、龍門本地話。

#### 惠州本地话
惠州本地话兼有粤语和客家话的诸多特点，是最為著名的東江本地話典型代表。主张将它归为粤语惠河片（或东江片）。

#### 龙门本地话
龙门县内广泛分布着一种内部颇为一致的方言土语，以此为母语者一般以「本地人」自居，并称这种土语为「本地话」。这种土语主要分布在龙门北部的蓝田瑶族乡、西北部的地派、东部偏南的平陵和龙江。另外，路溪（现属龙江镇）居民所使用的方言更具特色，也属于这类土话。依据使用人口及方言地位，下文将选取蓝田话、平陵话、路溪话为代表。

##### 蓝田话
蓝田瑶族乡在龙门县北部，与韶关市新丰县接壤。《龙门蓝田瑶族调查》指出「蓝田瑶族于明朝以前从韶州北部的瑶山地区搬迁到蓝田，语言除保留若干少数民族（主要是壮侗语族）语言的底层外，基本上只能说是一种汉语方言（广州话），但对歌用客家话」。实际上，蓝田话的声母、韵母系统和惠州话接近，只是声调的调值有所不同。
与蓝田相邻的地派镇（包括天堂山镇），其本地话的声韵系统、词汇系统与蓝田话很接近。

##### 平陵话
平陵镇位于龙门县东部偏南，地处东江中游的大支流公庄河的上源，水路连通流行本地话的公庄、杨村、横沥、水口和惠州城，因而平陵话保持着大量的与惠州话、水口话、横沥话等一致的成分，腔调上与这些本地话比较近似。平陵话是指平陵镇内与惠州话相接近的平陵「本地话」，与平陵客家话（兴梅型）相对。

##### 路溪话
路溪在龙门县东南角，与龙江镇相接，与博罗县相连。按《明史·地理志》「龙门下力云：『府东宏治六年，以增城县七星冈置，析博罗县地益之。』又郭通志龙门下云：『析增城十四里，及博罗二里隶之编里十有六。』」据新《龙门县志》，早前属于博罗县的地域可能为路溪、茅冈一带，即今天的路溪、龙江一带。路溪话是指路溪镇内与临近的河源市东源县某些村落的方言相接近的“本地话”，与路溪境内兴梅型客家话相对。

### 桂南平话
广西南部平话传统上划入粤语方言。1980年代，大陆学术界在尚未對粵語各方言研究透徹時，曾經将南北兩類截然不同的“平話”籠統地合併成“广西平話”，嘗試性地在1987年版的《中國語言地圖集》中單獨劃出，在学术界引起很大的争议。隨着研究的深入，現在學術界普遍認为广西平话南北差异巨大，不是一种方言。其中，桂南平话与粤语勾漏方言很接近，归为粤语不存在疑问；桂北平话与桂南平话差别非常大，不属粤语，其内部各分支之间差异也很大，或多或少带有一些湘语特点，但整体上与湘语又有较大差别，难以归类，应当属于一个独立的土语群。

### 吳川話
吳川話（又稱吳川骨）分佈於廣東省吳川市（縣級市）、湛江市。
目前吳川話與粵語的關係存在爭議，主要有兩種看法：
1. 吳川話屬於粵語吳化片。
2. 吳川話是一門獨立的語言，不屬於粵語，兩者是平行的關係。[來源請求]

### 邁話
邁話分布在海南島三亚市郊區的崖城和水南一带。有學者認為邁話屬於粵語。